# 치티머샤족
치티머샤족(/ˈtʃɪtɪməʃɑː/ 또는 /tʃɪtɪˈmɑːʃə/)은 루이지애나주 동남부 소림지의 토착민이다. 그들은 연방에서 인정하는 부족(federally recognized tribe)인 루이지애나 치티머샤 부족(Chitimacha Tribe of Louisiana)이다.

## 같이 보기
- 치티머샤어